# Saint-Julien-de-Crempse
Saint-Julien-de-Crempse là một xã, nằm ở tỉnh Dordogne vùng Aquitaine của Pháp. Xã này có diện tích 11,18 kilômét vuông, dân số năm 2004 là 182 người. Xã nằm ở khu vực có độ cao trung bình 150 m trên mực nước biển.

## Thông tin nhân khẩu
| Năm    | 1962 | 1968 | 1975 | 1982 | 1990 | 1999 | 2004 |
| ------ | ---- | ---- | ---- | ---- | ---- | ---- | ---- |
| Dân số | 170  | 147  | 131  | 141  | 158  | 168  | 182  |